# Ria

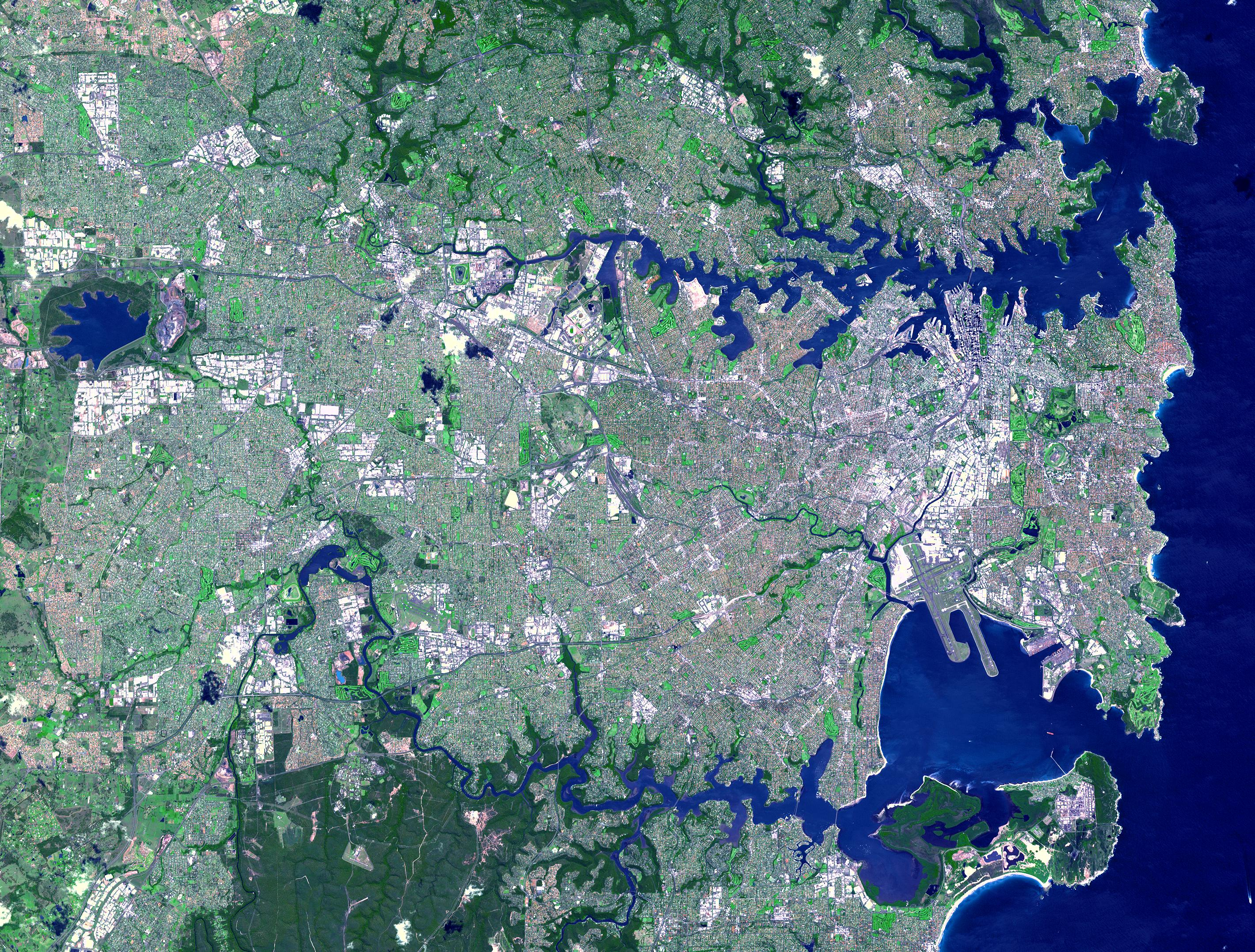
Die Buchten Parramatta River, Port Jackson (oben) und der Georges River (unten) im Großraum Sydney sind überflutete Flusstäler.

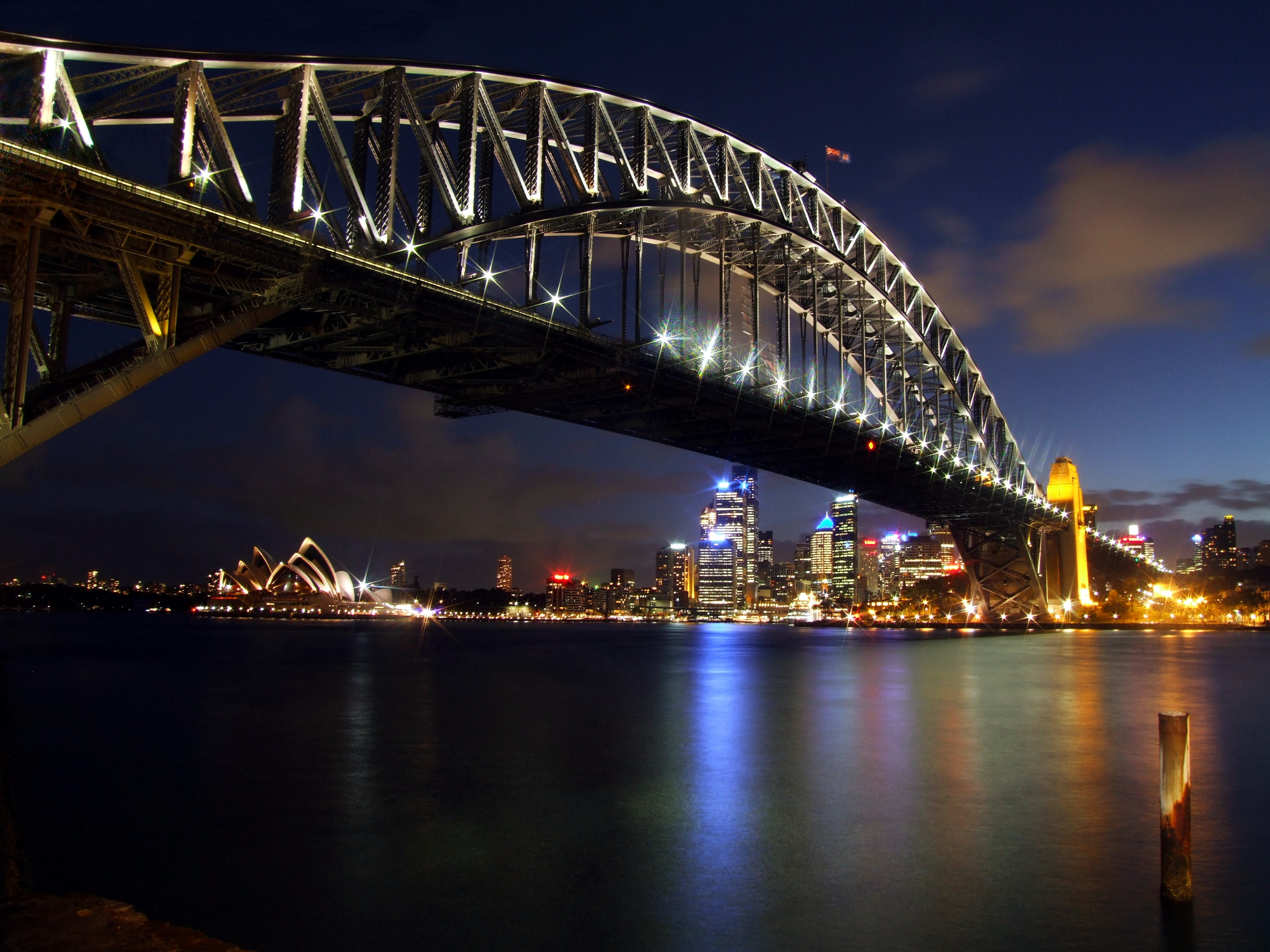
Die Harbour Bridge von Sydney überspannt eine Bucht, die ein überflutetes Flusstal ist.

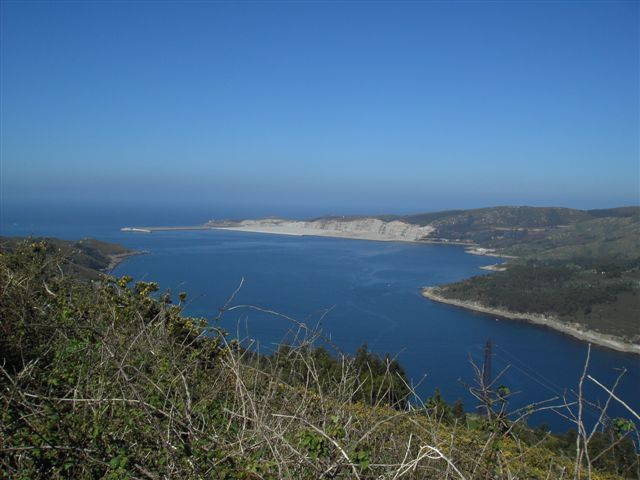
Ría de Ferrol, Galicien (Spanien)

Die Ria (galicisch ría, portugiesisch ria und spanisch ría) ist ein Küstentyp mit einer schmalen und langen, tief in das Land eindringenden Meeresbucht. Im Gegensatz zu Fjorden und Förden wurden Rias nicht durch Gletscher gebildet; sie gehen vielmehr aus Flusstälern hervor, die durch Überflutung von Festlandsflächen (Transgression) mit Meereswasser bedeckt wurden, ohne dass diese zuvor von einem Gletscher übertieft worden wären. Sie haben daher meist flachere Küstenverläufe und geringere Buchttiefen als Fjorde. Rias entstehen am ehesten auf leicht erodierbarem Untergrund, beispielsweise Karst.
Bei einer Riaküste handelt es sich um eine fluvial geprägte Ingressionsküste altgefalteter Landschaften. In junggefalteten Landschaften ist ihre Entsprechung die Cala-, Vallone- oder Canaliküste.
Die meisten Rias finden sich an der nord- und westiberischen Atlantikküste, in der Bretagne (dort meist Aber genannt), in Wales und in Irland. Des Weiteren gibt es zahlreiche Rias an der Ostküste Australiens, in Neuseeland (z. B. die Marlborough Sounds) und in Argentinien.

## Beispiele
- Ria de Aveiro in Portugal
- Ria Formosa in Portugal (Algarve)
- Rías Baixas (Ría de Muros, Ría de Arousa, Ría de Pontevedra, Ría de Vigo) in Galicien
- Rías Altas in Galicien
- Ría de Bilbao im Baskenland
- Port Jackson in Sydney, Australien
- Chesapeake Bay an der Ostküste der USA
- Limski-Kanal in Istrien
- Sanriku-Küste in Japan
- Mündungstrichter des Río Gallegos in Argentinien
- Rio Grande de Buba in Guinea-Bissau